# Жак Клузо
Жак Клузо́ (фр. Jacques Clouseau) — вымышленный персонаж, старший инспектор французской полиции, главный герой серии комедийных кинофильмов о «розовой пантере» — огромном бриллианте. В фильмах 1960-х — 1980-х годов роль инспектора Клузо играл Питер Селлерс, в ремейках 2000-х годов — Стив Мартин.

## Персонаж
Жак Клузо — катастрофически некомпетентный полицейский из Sûreté Nationale. Его расследования наполнены хаосом и разрушениями, причиной которых, как правило, является он сам. Его неуклюжие попытки в чём-либо разобраться обычно влекут за собой целую вереницу неприятностей как для него самого, так и для окружающих. Например, в эпизоде «Розовая Пантера наносит новый удар» Клузо не способен даже опросить свидетелей, не упав при этом с лестницы, не порезав руку (сначала рыцарской перчаткой, а после вазой), не доведя свидетеля до обморока, не разломав бесценное пианино и не прострелив — разумеется, по чистой случайности — зад другому полицейскому.
Кроме того, инспектор Клузо не слишком умён. В ходе следствия он выдвигает совершенно идиотские версии преступления, а к разгадке, как правило, приходит по чистой случайности. Благодаря этим случайностям Клузо продвигается по службе и даже зарабатывает славу величайшего сыщика Франции, правда, только среди тех, кто не знаком с ним лично.
Сверхъестественная некомпетентность инспектора в сочетании с тем фактом, что в итоге он всегда оказывается прав, доводят его начальника — Шарля Дрейфуса — до сумасшествия, так что, в конце концов, тот превращается в настоящего психопата, стремящегося уничтожить мир в отчаянной попытке достать Клузо.
Инспектор Клузо необычайно эгоцентричен и напыщен. Несмотря на многочисленные оплошности, он искренне убежден в том, что является превосходным полицейским, рождённым для успеха и продвижения по службе. Он легко забывает о собственных промахах и в любой (даже самой глупой) ситуации стремится сохранить лицо. «Я так и думал!» — неизменно произносит он, неожиданно выяснив, как всё было на самом деле. Создатели Клузо считают, что секрет популярности этого персонажа как раз и заключается в его непомерном эго. Желание сохранить чувство собственного достоинства на фоне учинённого хаоса делают персонажа особенно комичным.
В первых эпизодах «Розовой пантеры» инспектор Клузо менее комичен и неумел, чем в фильмах, снятых в 1970-х.
В исполнении Стива Мартина (ремейки 2000-х) характер инспектора Клузо претерпевает некоторые изменения: он по-прежнему невезуч и заносчив, но его скорее можно назвать эксцентричным, чем неуклюжим. Кроме того, он заметно умнее и компетентнее в сравнении с первоначальной версией, он даже способен отыскать преступника, используя свои дедуктивные способности.

## Фильмы об инспекторе Жаке Клузо

### Питер Селлерс в роли Клузо
- 1963 — «Розовая Пантера» / The Pink Panther
- 1964 — «Выстрел в темноте» /Shot in the Dark
- 1975 — «Возвращение Розовой Пантеры» / The Return of the Pink Panther
- 1976 — «Розовая Пантера наносит новый удар» / The Pink Panther Strikes Again
- 1978 — «Месть Розовой Пантеры» / Revenge of the Pink Panther
- 1982 — «След Розовой Пантеры» / Trail of the Pink Panther

### Алан Аркин в роли Клузо
- 1968 — «Инспектор Клузо» / Inspector Clouseau

### Роджер Мур в роли Клузо
- 1983 — «Проклятие Розовой Пантеры» / Curse of the Pink Panther

### Стив Мартин
- 2006 — «Розовая пантера» / The Pink Panther
- 2009 — «Розовая пантера 2» / The Pink Panther 2

### Отдельные фильмы о Розовой Пантере
- 1993 — «Сын Розовой Пантеры» / Son of the Pink Panther (Клузо отсутствует)